# 吉野ヶ里町立小川内小学校
吉野ヶ里町立小川内小学校（よしのがりちょうりつ おがわちしょうがっこう）は、佐賀県神埼郡吉野ヶ里町松隈大字古小川内にあった町立の小学校。
五ヶ山ダム建設により、小川内地区が水没することになったため、2007年（平成19年）に廃止された。

## 概要
歴史
1875年（明治8年）創立。児童数の減少で1992年（平成4年）4月より休校となっていたが、五ヶ山ダム建設のため、2005年（平成17年）に廃校式を挙行、2007年（平成19年）校舎の解体とともに廃止された。
校区
中学校区は吉野ヶ里町立東脊振中学校であった。

## 沿革
- 1875年（明治8年） - 東光寺を仮校舎として、「下等小川内小学校」が創立。
- 1880年（明治13年）2月 - 統合により、「吉田小学校 小川内分校」となる。
- 1885年（明治18年）- 東光寺の北隣に校舎を新築し、移転を完了。
- 1887年（明治20年）9月 - 「尋常中副小学校 小川内分校」となる。
- 1889年（明治22年）4月1日 - 町村制施行に伴い、神埼郡4村（石動、大曲、松隈、三津）の区域をもって東脊振村が成立。
- 1892年（明治25年）6月 - 尋常中副小学校より分離の上、「小川内尋常小学校」として独立。
- 1903年（明治36年）- 福岡県早良郡脇山村からの委託を受け、板屋地区の児童を受け入れる[2]。
- 1908年（明治41年）4月 - 組合神埼高等小学校三津分校が廃止され、高等科を併置の上、「小川内尋常高等小学校」と改称。
  - 脇山村からの委託が終了し、板屋地区の児童が転出。
- 1937年（昭和12年）- 老朽化のため大野地区に校舎を新築し、移転を完了。
- 1941年（昭和16年）4月1日 - 国民学校令施行により、「東脊振村小川内国民学校」に改称。尋常科を初等科に改める。
- 1947年（昭和22年）4月1日 - 学制改革が行われる。
  - 小川内国民学校の初等科（6年制）は新制小学校「東脊振村立小川内小学校」となる。
  - 小川内国民学校の高等科（2年制）は青年学校普通科とともに、新制中学校「東脊振村立小川内中学校」（3年制）に改組される。小学校に併設される[3]。
- 1948年（昭和23年）- 中学校校舎が完成。運動場を拡張。
- 1960年（昭和35年）3月31日 - 東脊振村立東脊振中学校への統合により、小川内中学校が閉校。
- 1982年（昭和57年）- 鉄筋コンクリート造新校舎と体育館が完成。
- 1992年（平成4年）4月1日 - 休校となる。
- 2005年（平成17年）10月16日 - 小川内地区離村式ならびに小川内小学校廃校式を挙行[3][4]。
- 2006年（平成18年）3月1日 - 町村合併のため、「吉野ヶ里町立小川内小学校」に改称。
- 2007年（平成19年）
  - 3月23日 - 廃校[5]。
  - 10月10日 - グラウンドにて旧小学校舎等解体工事の安全祈願祭を挙行[6]。
- 2015年（平成27年）6月18日 - 小川内小学校遺跡の発掘調査が開始（同年8月28日まで）。

## 参考資料
- 「小川内遺跡Ⅱ・小川内小学校遺跡（佐賀県文化財調査報告書 ; 第220集）」（2018年3月、佐賀県教育委員会）p.222